# WebCL
WebCL steht für Web Computing Language (englisch für Web-Berechnungs-Sprache) und ist ein Bestandteil von Webbrowsern, der eine Einbindung von OpenCL in JavaScriptcode ermöglicht. Damit sollen berechnungsintensive Anwendungen (Physik-Engines, Videobearbeitung …) im Web ohne Plug-in praktikabel werden. Die Version 1.0 ist kompatibel mit OpenCL 1.1 und 1.2.

## Implementierungen
Kein Webbrowser unterstützt derzeit WebCL direkt. Es existieren jedoch experimentelle Erweiterungen bestehender Projekte, die WebCL-Unterstützung nachrüsten. Zurzeit ist keine weitere Entwicklung der API in Richtung OpenCL 2.0 und Implementierung von WebCL 1.0 in wichtigem Browser sichtbar.
- Motorola (Node.js) (eingestellt)
- Nokia (Firefox) (eingestellt, letzte Version für Firefox 34)
- Mozilla (Firefox) (eingestellt)
- Samsung (WebKit) (eingestellt)

- Intel (Crosswalk)[2]